# Коваля-Душоцина
Коваля-Душоцина (пол. Kowala-Duszocina) — село в Польщі, у гміні Волянув Радомського повіту Мазовецького воєводства.
Населення — 268 осіб (2011).
У 1975-1998 роках село належало до Радомського воєводства.

## Демографія
Демографічна структура станом на 31 березня 2011 року:
|          | Загалом | Допрацездатний вік | Працездатний вік | Постпрацездатний вік |
| -------- | ------- | ------------------ | ---------------- | -------------------- |
| Чоловіки | 132     | 27                 | 96               | 9                    |
| Жінки    | 136     | 27                 | 80               | 29                   |
| Разом    | 268     | 54                 | 176              | 38                   |